# Elizabeth Grosz
Elizabeth Grosz (Sidney, 1952) és una filòsofa, teòrica feminista, acadèmica i professora d'universitat d'estudis de la dona a la Universitat Duke. La seva feina ha estat inspirada per filòsofs com Jacques Lacan, Jacques Derrida, Michel Foucault, Luce Irigaray i Gilles Deleuze, també pel tema del gènere a les ciències socials, i la sexualitat humana entre d'altres.
Grosz es va graduar al Departament de Filosofia General de la Universitat de Sidney, on va exercir de professora del 1978 fins al 1991. En 1992 va començar a exercir també de professora a la Universitat de Monash. Des de 1999 fins al 2001, va ser professora de literatura comparada i de filologia anglesa a la Universitat Estatal de Nova York a Búfal. Va ensenyar a la Universitat Rutgers, al Departament d'Estudis de Dona i de Gènere; i, des de 2002 fins al 2012 va ser professora d'Estudis de la Dona i Literatura en la Universitat Duke.